# Movimientos independentistas de Argentina
Esta es una lista de movimientos separatistas en la República Argentina. El separatismo incluye autonomismo y secesionismo. Lo que se considera y no se considera un movimiento autonomista o secesionista es a veces controvertido. Las entradas en esta lista deben cumplir con tres criterios:
- Son movimientos activos con miembros vivos y activos.
- Buscan una mayor autonomía o autodeterminación para una región geográfica.
- Son ciudadanos / pueblos del área de conflicto y no de otro país.

## Independentismo mendocino
El Independentismo mendocino o también conocido como separatismo mendocino o Mendoexit (como anglicismo en alusión al Brexit en la Unión Europea) es una iniciativa que surgió como movimiento político que busca la independencia secesionista de la provincia de Mendoza de la República Argentina, con el fin de convertirse en un Estado soberano unitario.

## Independentismo patagónico

### Movimiento Independentista Patagónico
Es una iniciativa histórica que resurgió como movimiento político en el año 2017. Este movimiento busca la soberanía política y económica de la Patagonia y la administración federal de sus recursos.

### Reino de la Araucanía y la Patagonia
El Reino de la Araucanía y la Patagonia (en francés: Royaume d'Araucanie et de Patagonie), también denominado Reino de Nueva Francia (en francés: Royaume de Nouvelle-France), fue el nombre que recibió el intento de establecer un estado en territorio mapuche y tehuelche bajo la autoridad del aventurero francés Antoine de Tounens. El estado, nunca reconocido, fue instituido formalmente con un decreto proclamado por su creador el 17 de noviembre de 1860. Es un reino que ha sido considerado como legalmente inexistente y sin reconocimiento internacional».  Al respecto, ya en 1873, el Tribunal Penal de París había determinado que Antoine de Tounens, el primer rey de Araucanía y Patagonia, no justificaba su estatus como soberano.
El pretendiente actual del trono es Frédéric Luz también conocido como «Frédéric I». El 24 de marzo de 2018, en una reunión del Consejo de Regencia del Reino de Araucanía, Luz fue elegido como el nuevo "príncipe de Araucanía y Patagonia".

## República de La Boca
República de La Boca es la denominación de varias asociaciones civiles culturales y recreativas que históricamente tuvieron como sede el barrio de La Boca de la ciudad de Buenos Aires. Se conocían como micronaciones con un fin social y de entretenimiento. Al igual que otras similares, sus miembros (“ciudadanos”) utilizaban títulos rimbombantes y recibían “honores” ficticios. Tenían un “gobierno” que emulaba al de un verdadero Estado.
La Boca conquistó su propia jurisdicción y quedó legalmente separada de Barracas y de San Telmo en agosto de 1870, lo que también echa un manto de duda sobre las versiones anteriores.[cita requerida]
La versión más difundida[¿por quién?] habla de un conflicto laboral en 1882 que habría desembocado en una prolongada huelga y dado pie a que un grupo de extremistas genoveses declararan la República Independiente de La Boca y pusieran este movimiento separatista en conocimiento del Rey de Italia, Humberto I de Saboya.[cita requerida]
Tomando como modelo a la República de San Marino, habrían izado incluso su propia bandera, que superponía a la superficie albiceleste el escudo con la cruz blanca de la Casa de Saboya y estaba coronada por un gorro frigio, que posiblemente simbolizara el republicanismo del flamante “Estado”. Todo habría quedado en la nada cuando Roca, entonces presidente, habría acudido al lugar con el ejército, bajando la bandera izada por los separatistas.

## Wallmapu
Wallmapu o Wall Mapu (en mapudungun: wall mapu, walh mapu o waj mapu, ‘territorio circundante’) es el nombre dado por algunos grupos y movimientos indigenistas al territorio que los mapuches habitan o habitaron históricamente en diversos grados y épocas en el Cono Sur de América del Sur: desde el río Limarí por el norte hasta el archipiélago de Chiloé por el sur —en la ribera sudoriental del océano Pacífico— y desde la latitud sur de Buenos Aires hasta la Patagonia —en la ribera sudoccidental del océano Atlántico—.
El Consejo de Todas las Tierras o Aukiñ Wallmapu Ngulam (AWNg) es una organización indigenista que, según su propia confesión, busca crear un «Estado mapuche» con territorios argentinos y chilenos. Su líder es el werkén Aucán Huilcamán.
El historiador chileno Cristóbal García Huidobro plantea que: "la terminología 'Wallmapu' no es una que sea relativamente antigua, sino que es más nueva. Surge, hasta donde se ha logrado entender, de un movimiento revisionista, a principios de la década de 1990 (...) hacen un reestudio y un revisionismo de la identidad, del lenguaje, así como también de los símbolos que representarían al pueblo mapuche (...) no es una cuestión histórica propiamente tal, no proviene de la cultura ancestral del pueblo mapuche que nunca percibió su territorio como un lugar particularmente definido".
El concepto Wallmapu suele ser utilizado en referencia un país y a una nación mapuche independiente ("Pais Mapuche"), siendo desde su inicio una postura claramente separatista en relación con el Estado chileno y argentino. Sin embargo, en términos estrictos y en el uso cotidiano y filosófico Wallmapu también ha sido definido como la totalidad del "Universo" en la cosmovisión mapuche, siendo el significado histórico de la palabra.
En 2022 hubo una polémica por el uso del término por parte del recién asumido gobierno de Gabriel Boric en Chile, el cual fue el primero en el país en emplear el término en declaraciones por parte de la ministra Izkia Siches, lo que no estuvo ajeno de respuestas por parte de la oposición y de políticos y organizaciones de Argentina.